# Kamionka (powiat ropczycko-sędziszowski)
Kamionka – wieś w Polsce położona w województwie podkarpackim, w powiecie ropczycko-sędziszowskim, w gminie Ostrów.
Miejscowość jest siedzibą parafii Podwyższenia Krzyża Świętego, należącej do dekanatu Sędziszów Małopolski, diecezji rzeszowskiej.
Wieś położona jest na piaszczystym gruncie wśród lasów. Na jej terenie znajduje się zalew na rzece Tuszymce, który jest miejscem wypoczynku i rekreacji mieszkańców sąsiednich gmin. Wzdłuż jego brzegów znajdują się ośrodki wczasowe, pole namiotowe. Są tutaj również kąpieliska oraz miejsca do wędkowania. W 2004 pękła tama. W 2008 została naprawiona. Woda podniosła się o ok. 1,5 m. Nad zalewiskiem znajdują się dwie wysepki.
W Kamionce urodził się Wilhelm Mach – literat, przedstawiający w swoich powieściach wieś Kamionkę jako najpiękniejsze miejsce na świecie. Pamiątki po pisarzu znajdują się w Izbie Pamięci w budynku Domu Kultury, a jego imieniem nazwano Szkołę Podstawową w Kamionce.
W Kamionce dziecięce lata spędził ksiądz Roman Sitko, kapłan beatyfikowany przez papieża, Jana Pawła II, 13 czerwca 1999 r. w Warszawie. Miejsce, gdzie stał jego rodzinny dom, mieszkańcy wsi otoczyli szczególną czcią. Ustawiono krzyż, na potężnym głazie wyryto pamiątkowy napis, zagospodarowano studnię, z której czerpać można czystą, krystaliczną wodę. Wokół rozciąga się droga krzyżowa.
Współcześnie wzniesiono w Kamionce murowany kościół. 22 czerwca 1983 roku papież Jan Paweł II poświęcił kamień węgielny pod budowę świątyni.
Najstarszym obiektem we wsi jest murowana kapliczka przydrożna z XIX wieku z ludowym wizerunkiem Matki Boskiej Gromnicznej we wnętrzu. Wybudowana na planie kwadratu ma zdobione płycinami ściany i dwuspadowy, kryty dachówką daszek.
W latach 1954–1961 wieś należała i była siedzibą władz gromady Kamionka, po jej zniesieniu w gromadzie Borek Wielki. W latach 1975–1998 miejscowość należała administracyjnie do województwa rzeszowskiego.